# Rościszewo (Mazovie)
Pour les articles homonymes, voir Rościszewo.
Rościszewo (prononciation : [rɔɕt͡ɕiˈʂɛvɔ]) est un village polonais de la gmina de Rościszewo dans le powiat de Sierpc de la voïvodie de Mazovie dans le centre-est de la Pologne.
Il se situe à environ 9 kilomètres à l'est de Sierpc (siège de le powiat) et à 112 kilomètres au nord-ouest de Varsovie (capitale de la Pologne).

## Histoire
De 1975 à 1998, le village appartenait administrativement à la voïvodie de Płock.

Depuis 1999, il appartient administrativement à la voïvodie de Mazovie